# Lampropeltis mexicana
Lampropeltis mexicana là một loài rắn trong họ Rắn nước. Loài này được Garman mô tả khoa học đầu tiên năm 1884.

## Hình ảnh

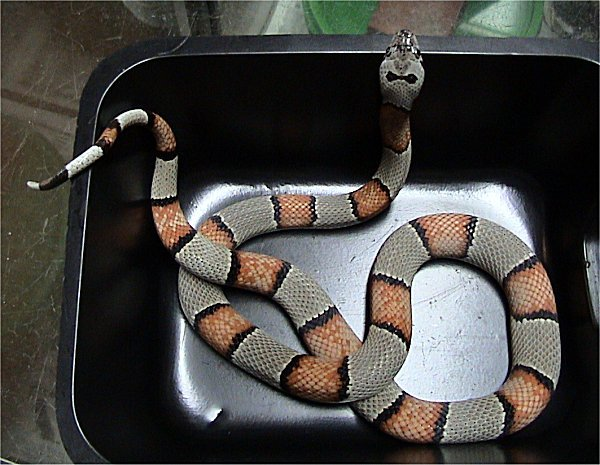
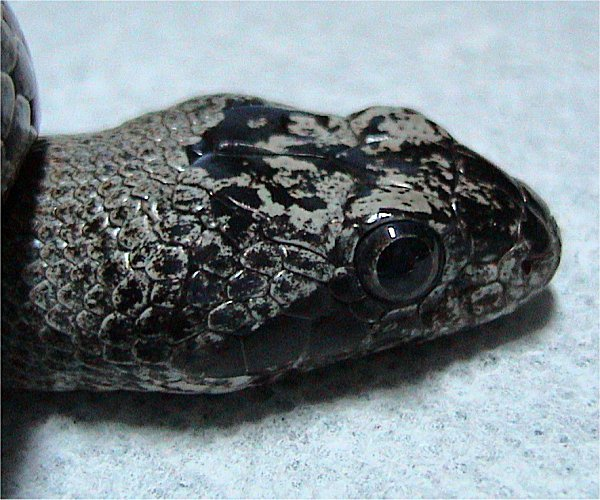
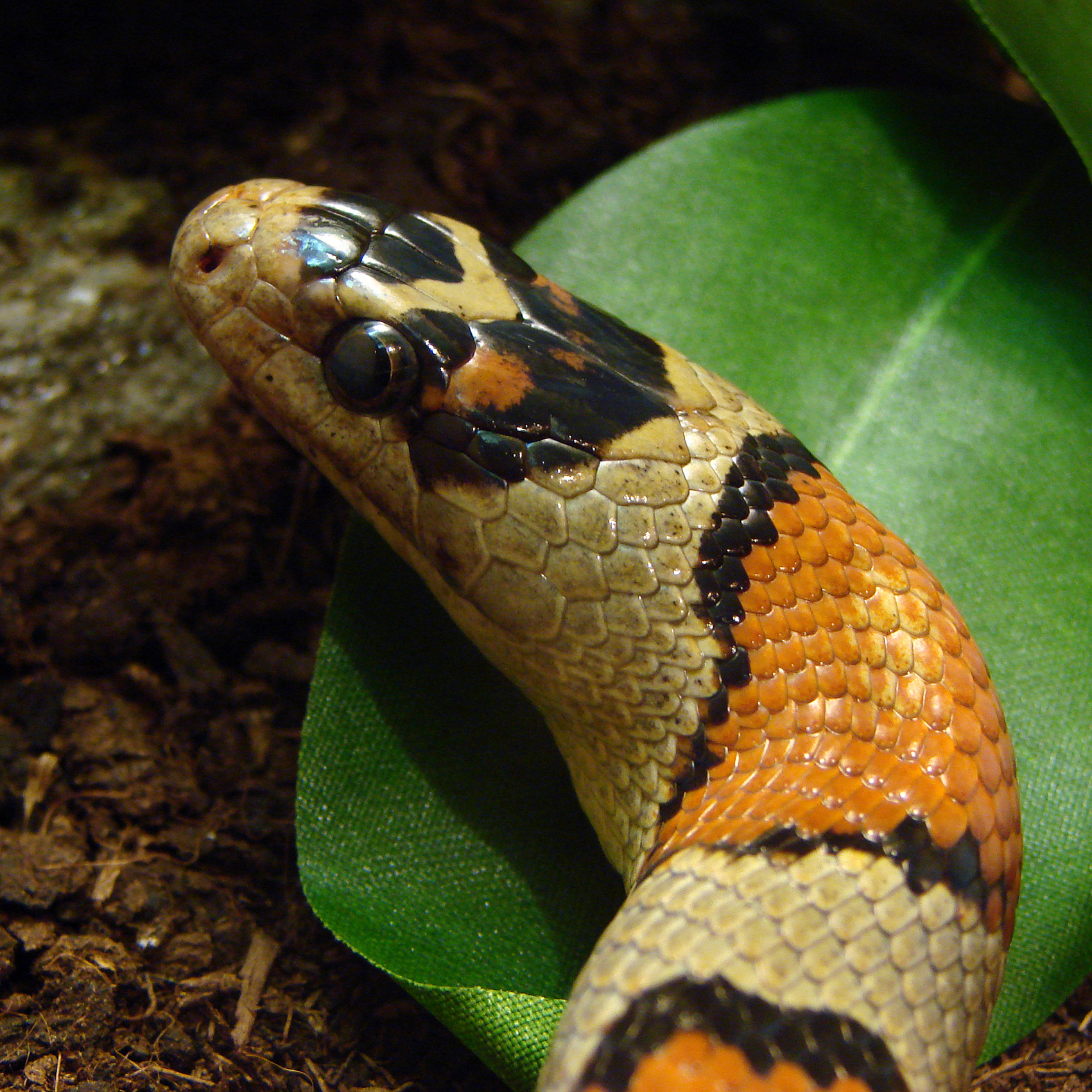
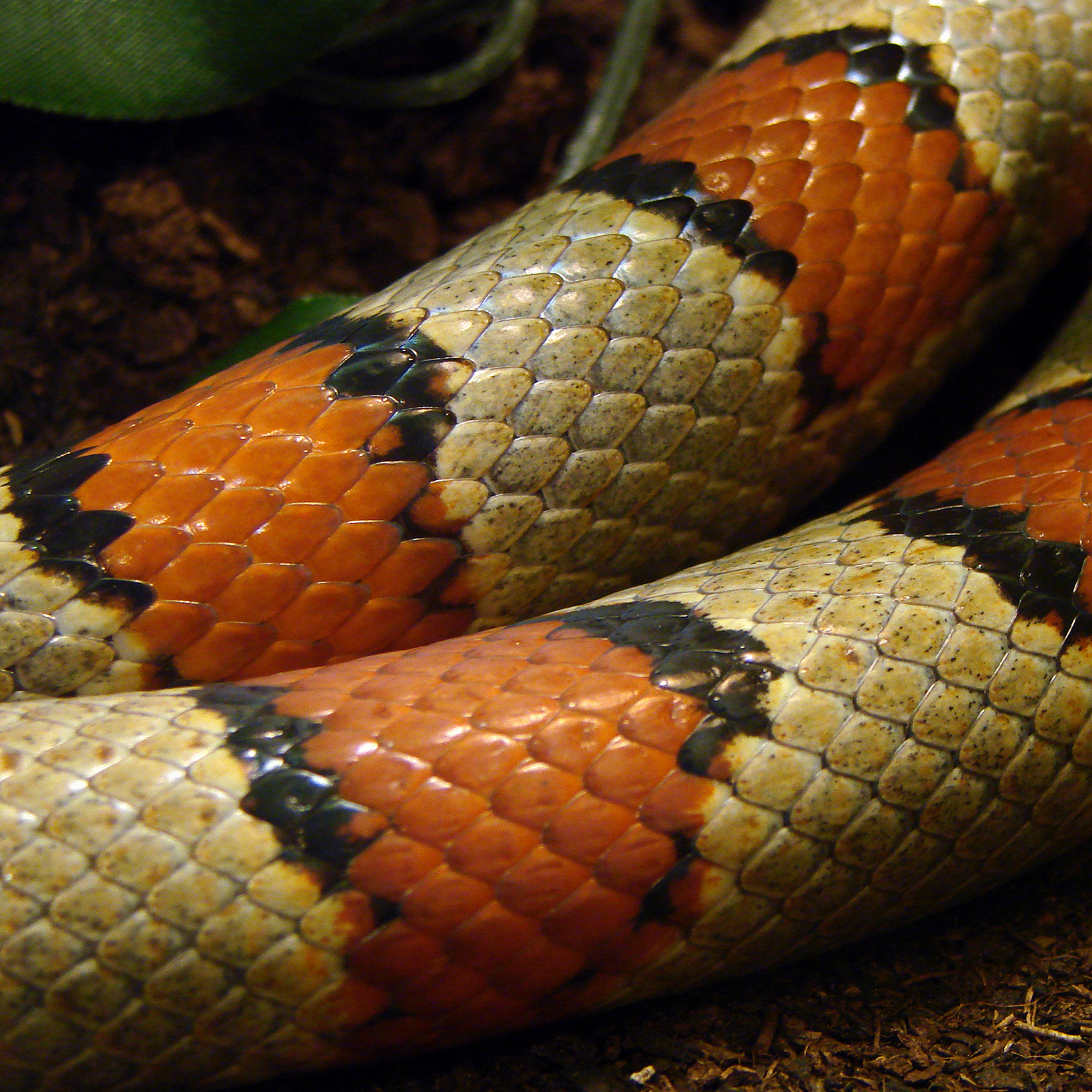